# (3581) Alvarez
Álvarez és l'asteroide número 3581. Va ser descobert pels astrònoms C. Shoemaker i E. Shoemaker des de l'observatori de Monte Palomar (Estats Units), el 23 d'abril de 1985. La seva designació alternativa és1985 HC.